# 2011 MD
2011 MD is een Aten planetoïde die op 27 juni 2011 (17:00 UTC) rakelings langs de aarde scheerde, op een afstand van 18651 kilometer. De planetoïde heeft een doorsnee van tussen de tien en 45 meter. Aanvankelijk dacht men dat het ruimteschroot was, maar observaties bevestigden dat het om een planetoïde ging. Enkele uren voordat het object de aarde het dichtst naderde verscheen het dicht bij de zon, zodat observaties even mogelijk waren. Vanuit enkele landen is het met een telescoop waargenomen.
De planetoïde werd op 22 juni 2011 ontdekt door een telescoop van het LINEAR project in New Mexico.